# Goliath (Six Flags Over Georgia)
Pour les articles homonymes, voir Goliath.
Goliath sont des méga montagnes russes et des hyper montagnes russes du parc Six Flags Over Georgia, situé à Austell près d'Atlanta en Géorgie, aux États-Unis.

## Le circuit
Après un virage à 180°, le train commence le parcours avec un lift haut de 61 mètres. Après une descente à environ la même hauteur que le lift, le train parcours de nombreux airtimes avant et après une grande spirale au bord d'un lac. Ensuite, le train procède à une sorte de Hammerhead Turn avant d'aborder quelques virages pour arriver à la station.

## Statistiques
- Trains : 2 trains de 9 wagons. Les passagers sont placés par 4 sur un seul rang pour un total de 36 passagers par train.

## Galerie

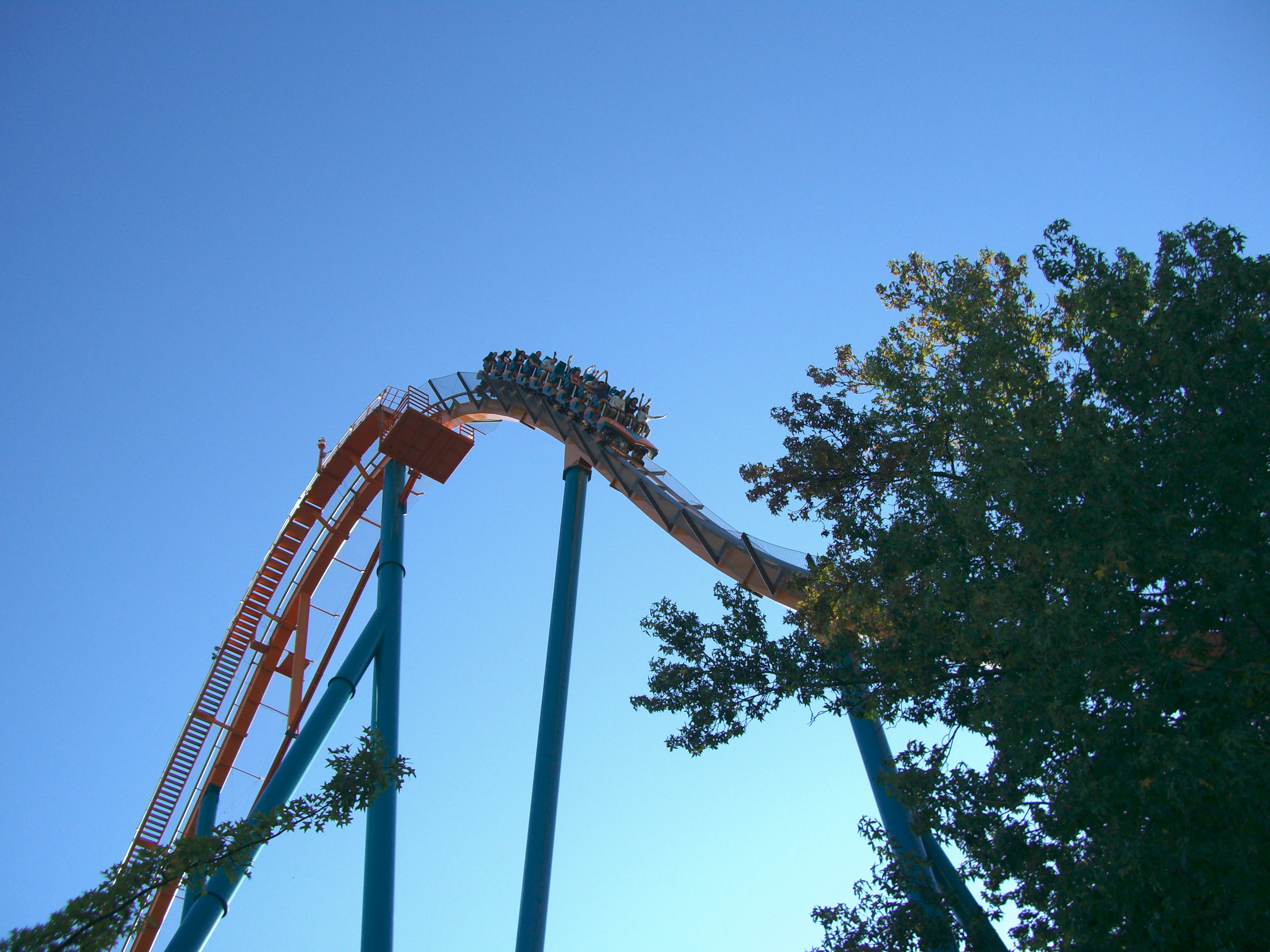
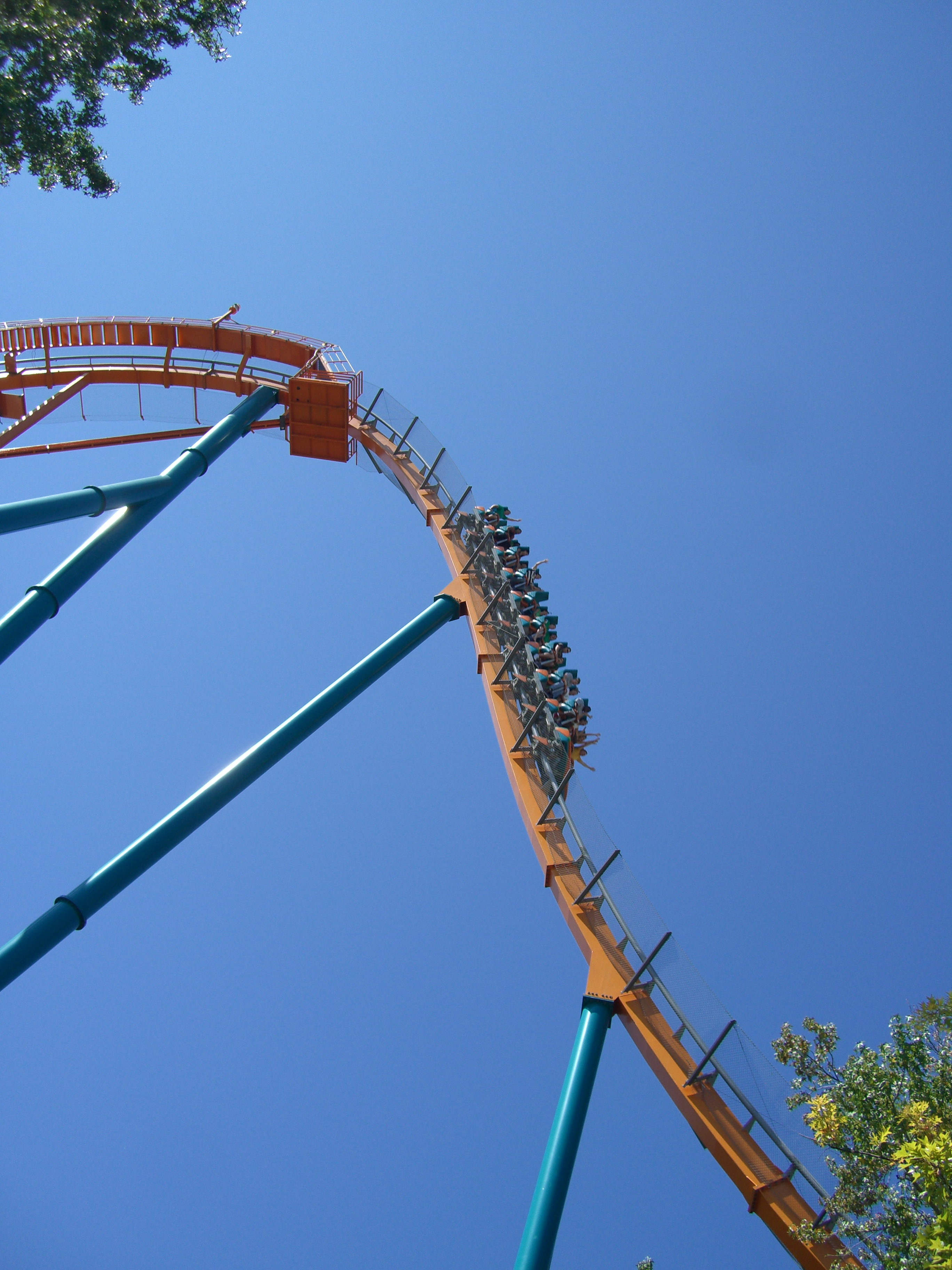
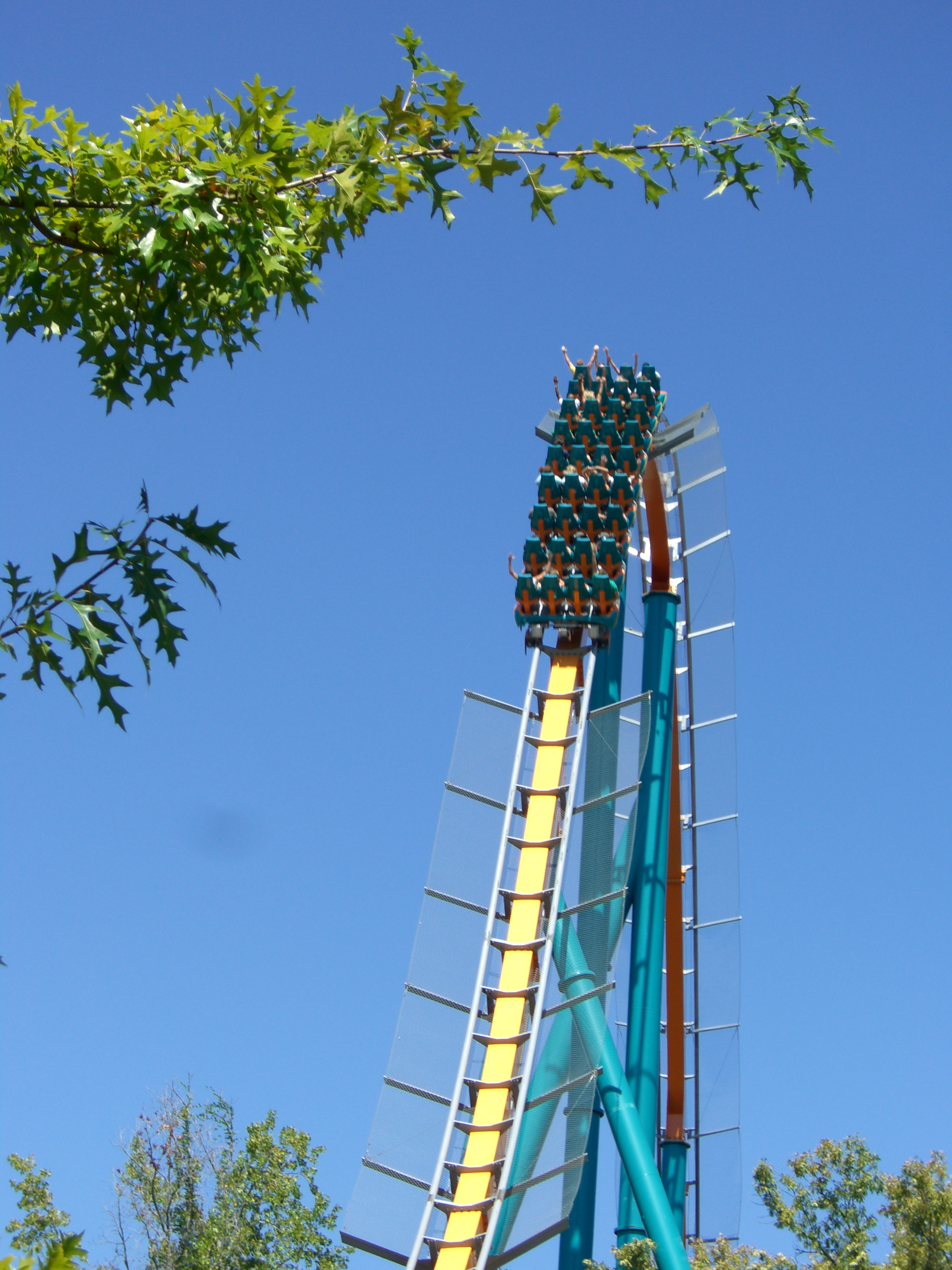
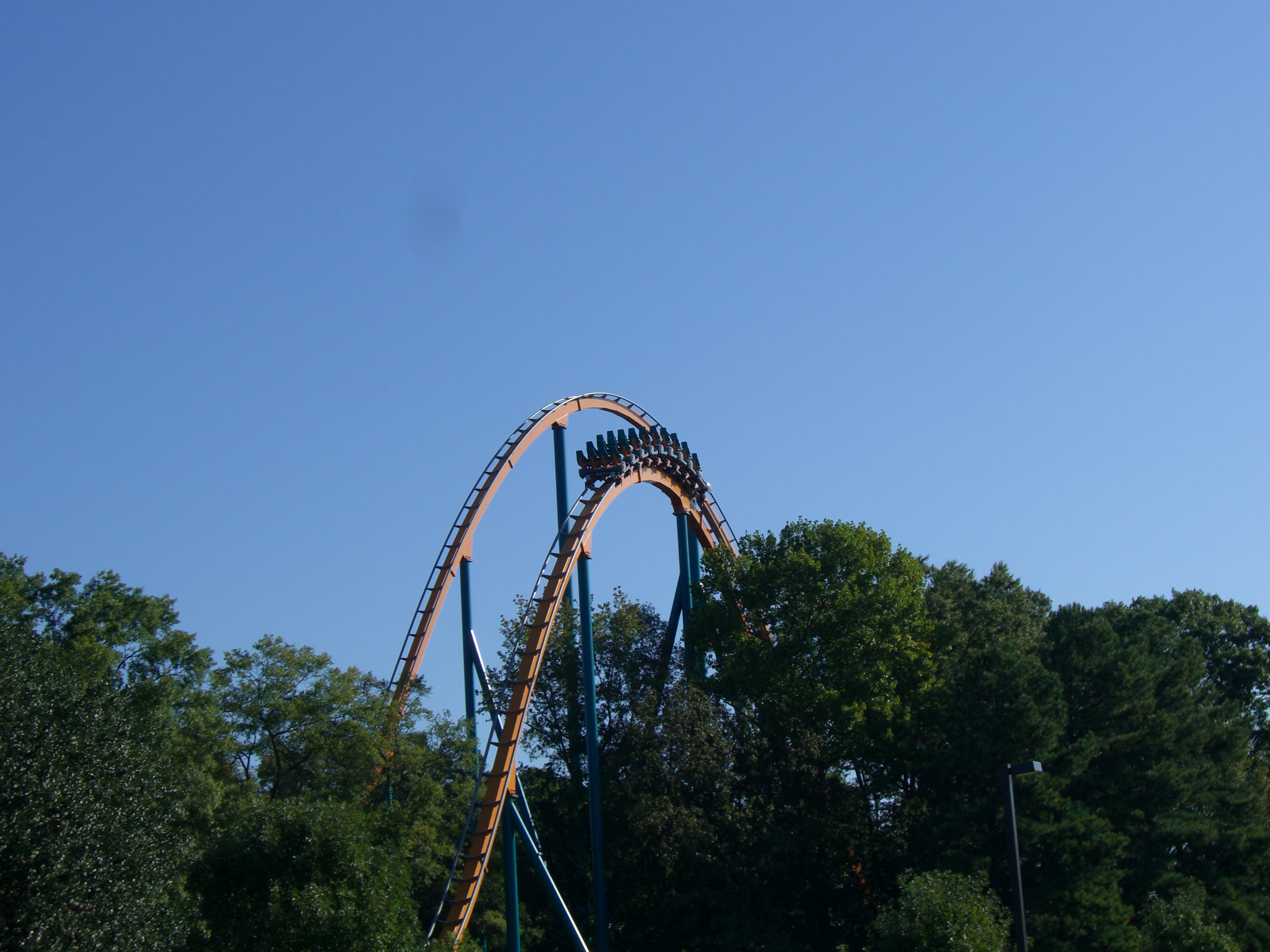
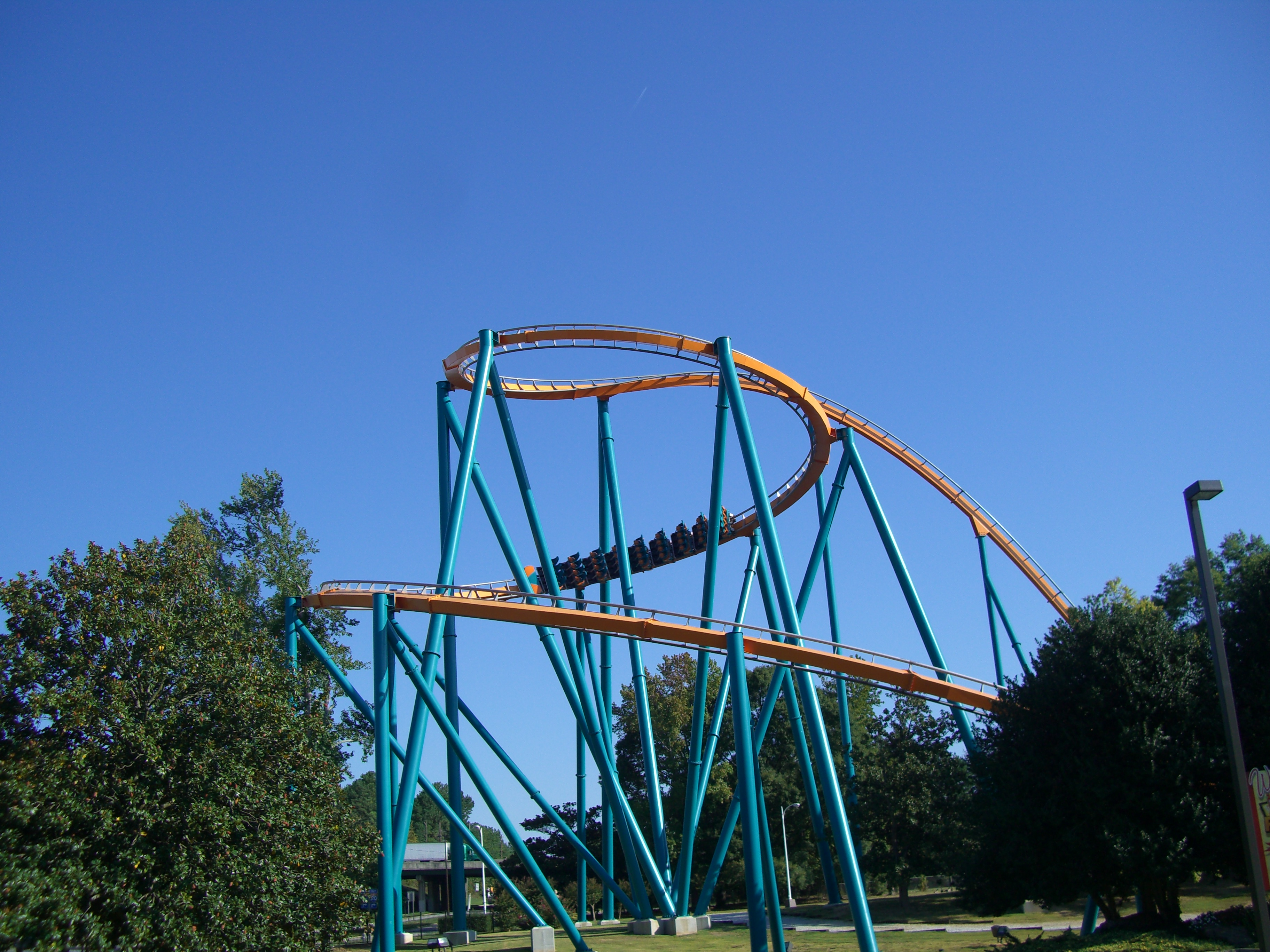
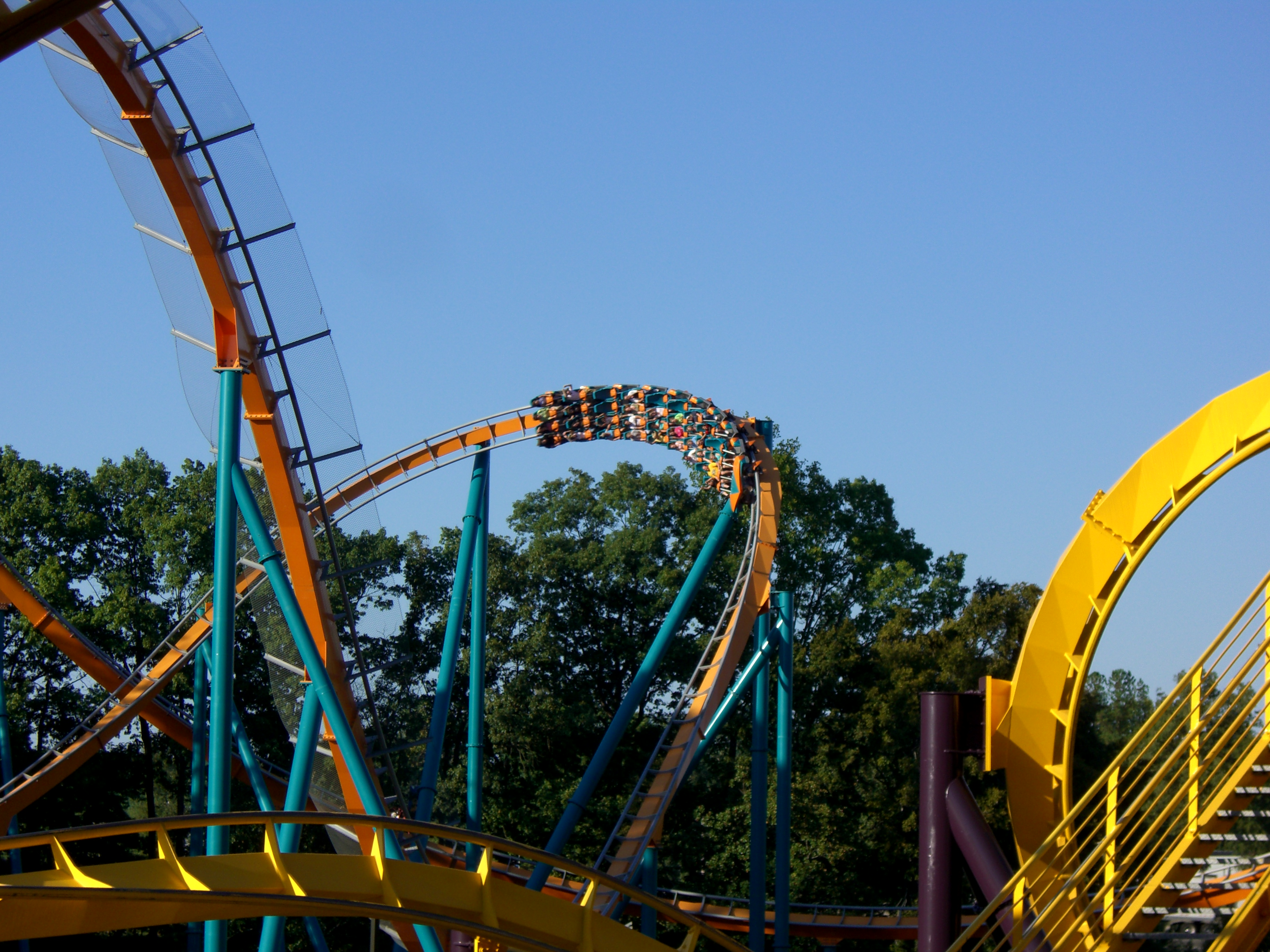
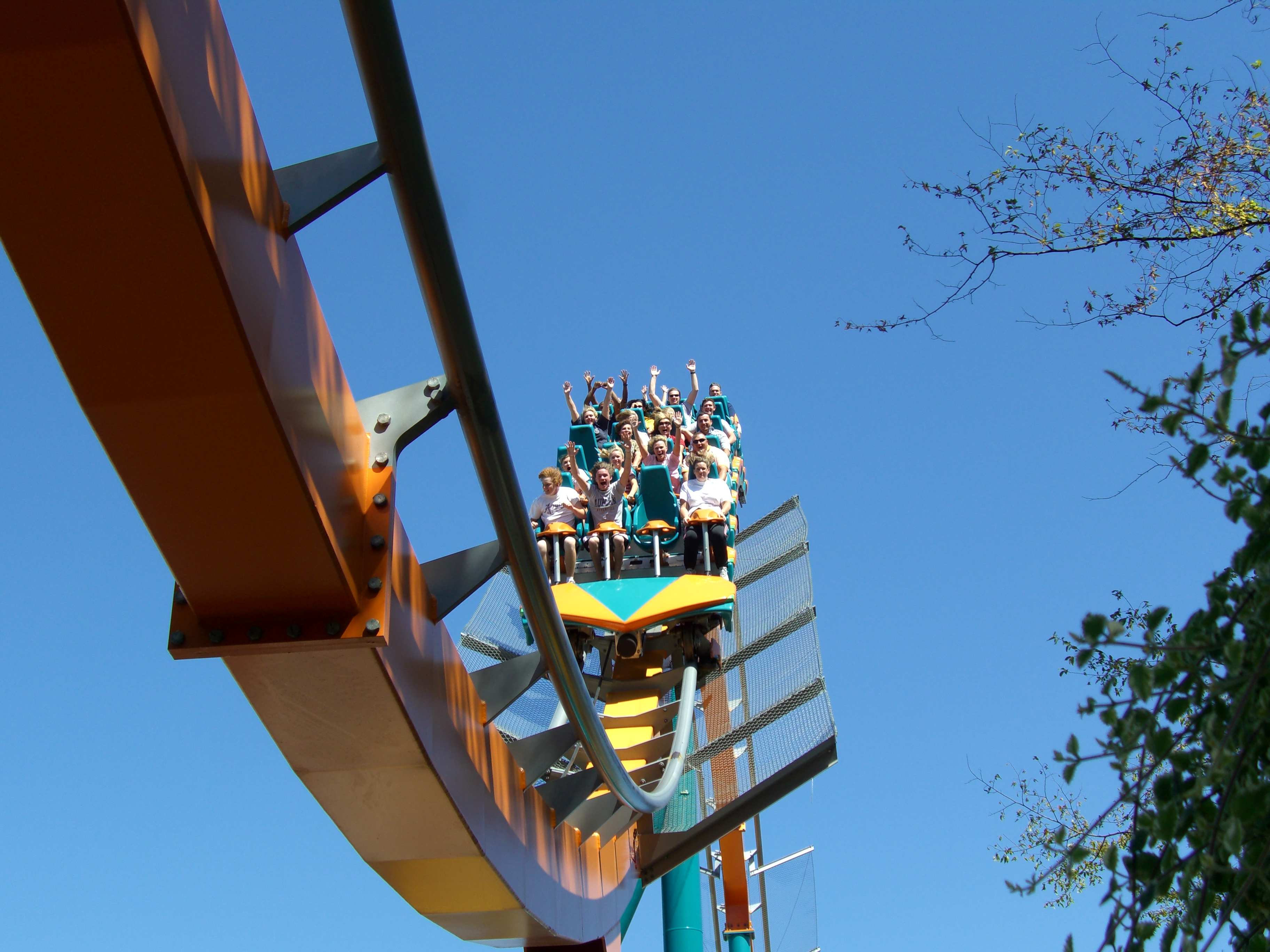
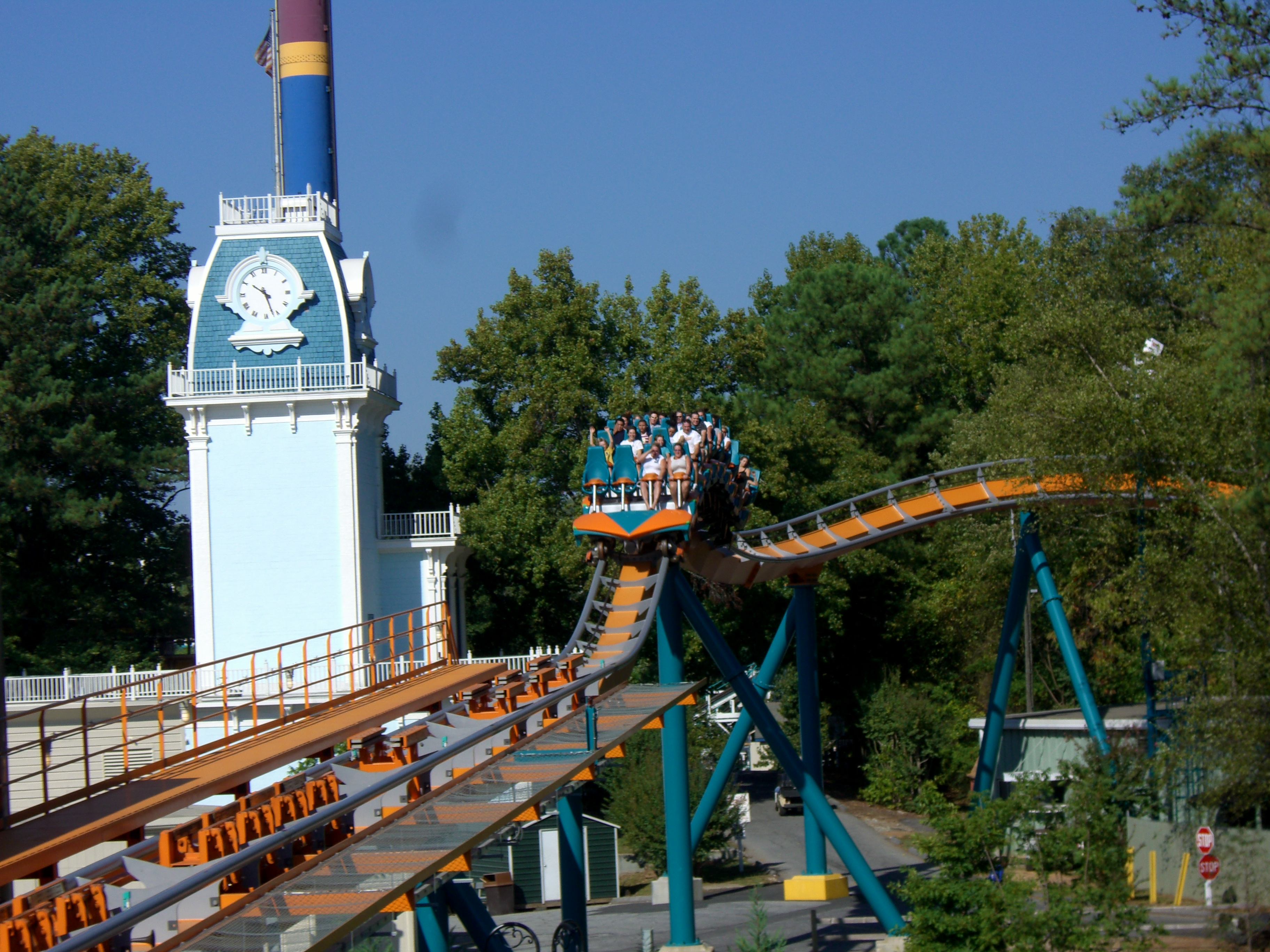
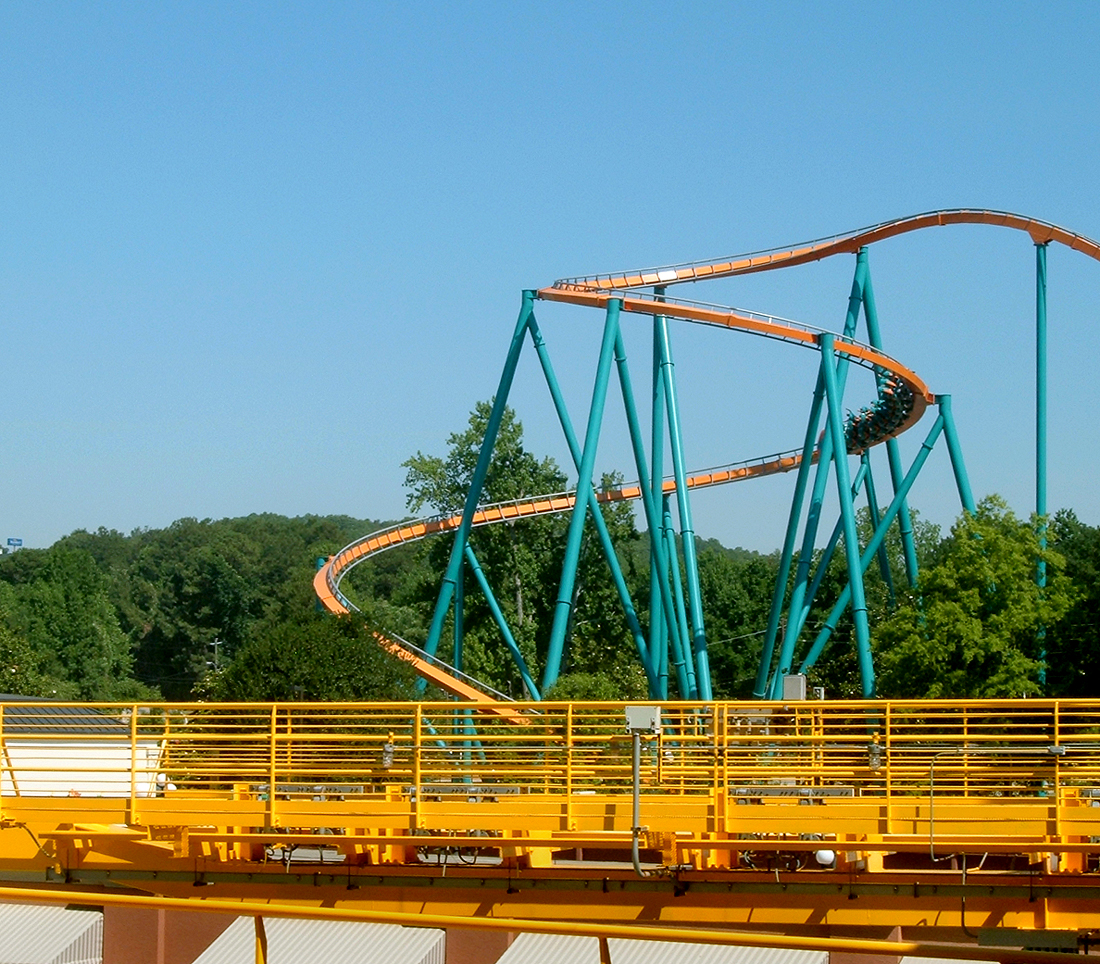